# Haddo House
Haddo House est une maison seigneuriale écossaise située près de Tarves dans l'Aberdeenshire, à environ 20 milles au nord d'Aberdeen. Il appartient au National Trust for Scotland depuis 1979.

## Histoire

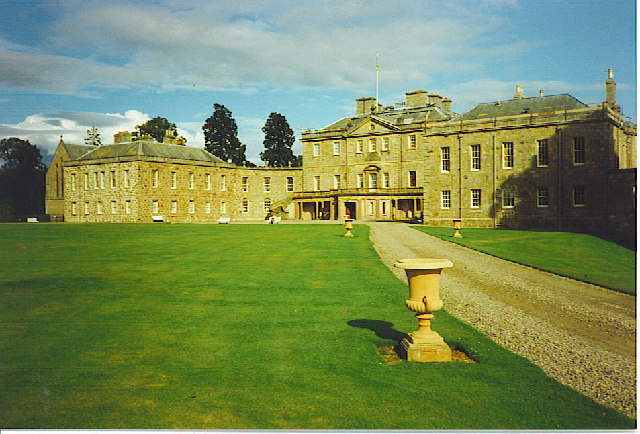
Façade ouest avec chapelle à l'extrême gauche

Les Gordon, qui deviennent plus tard les comtes d'Aberdeen et les marquis d'Aberdeen, vivent sur le site depuis plus de 500 ans. Haddo House se trouve à l'intérieur ou à proximité du site de l'ancien château de Kellie, l'ancienne habitation de la famille qui est incendiée par les Covenanters et date de 1732. Il est conçu par William Adam dans le style palladien géorgien. L'intérieur de la maison est cependant de style victorien tardif, ayant subi une rénovation en 1880 par Wright et Mansfield. Haddo contient une grande collection d'art, notamment une série de 85 châteaux de James Giles, une première œuvre de Claude Lorrain et une Madone que l'on pense être de Raphaël. Il y a aussi plusieurs portraits d'hommes politiques britanniques du XIXe siècle.
Une vitrine spécialement conçue contient le service de dîner d'État commémoratif Cabot. Le service en porcelaine peint à la main avec vingt-quatre couverts pour un repas de huit plats a été fabriqué par des membres de la Woman's Art Association of Canada en 1897. Le gouvernement canadien a refusé de payer le prix demandé de 1 000 $CAN. Le service est acheté en privé par des membres de la Chambre et du Sénat du Canada et offert le 12 juin 1898 à Lady Aberdeen à l'occasion de la fin du mandat de gouverneur général du Canada par son mari.
John Smith fait le travail de conception pour les cuisines et les bâtiments périphériques en 1843. Il y retourne en 1845 et fait construire les guérites aux entrées nord et sud. Construits dans un granit grossier brut, ces bâtiments de plain-pied sont de style Tudor.
L'ancien résident le plus notable de Haddo House est George Hamilton-Gordon, 4e comte d'Aberdeen, le premier ministre britannique de 1852 à 1855.

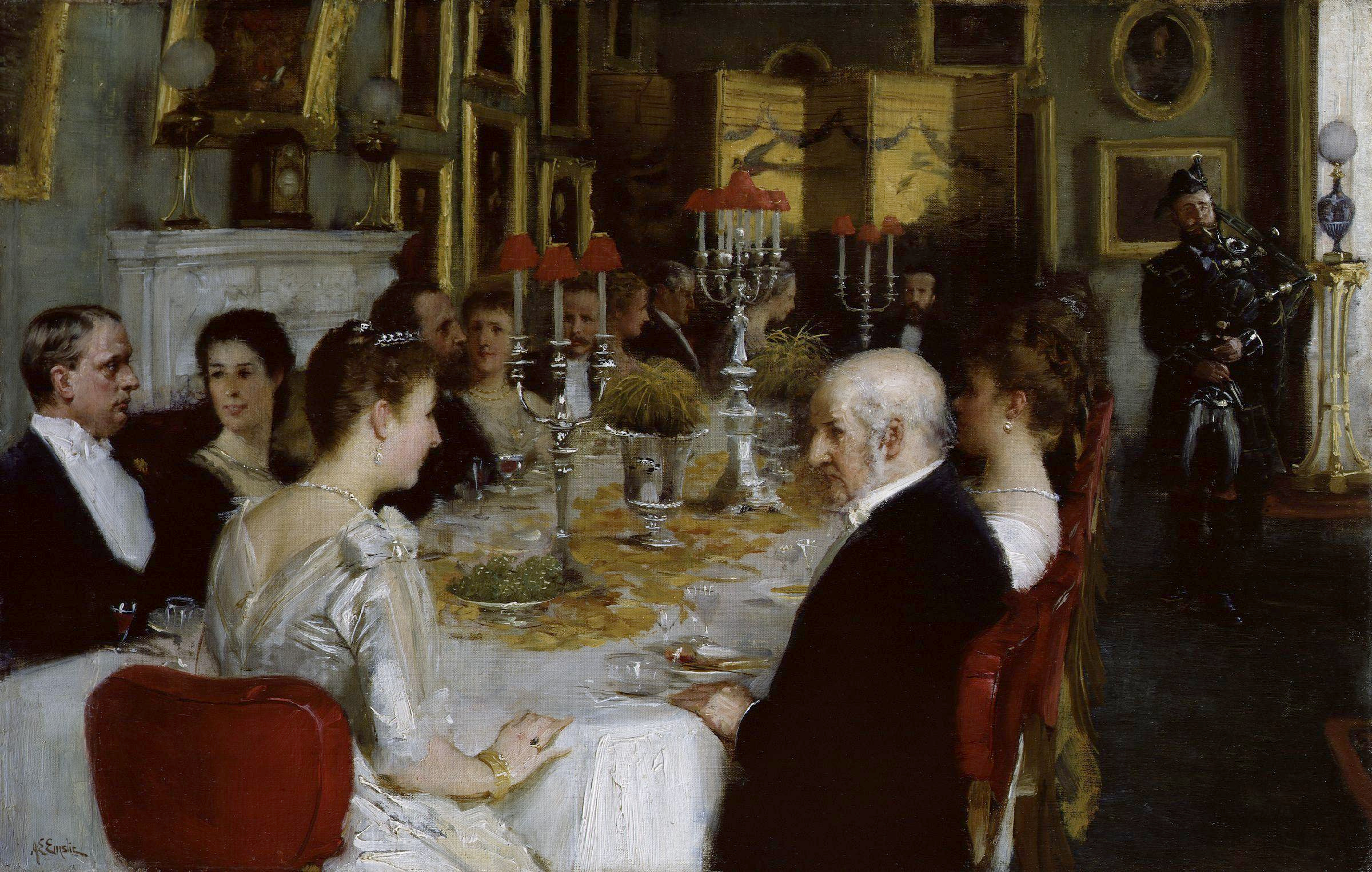
Dîner à Haddo House, 1884 portrait par Alfred Edward Emslie

Une autre période notable de son histoire a lieu lors de la Seconde Guerre mondiale lorsque la maison devient une maternité pour les mères évacuées de Glasgow. Près de 1200 bébés sont nés à l'hôpital d'urgence de Haddo, comme on l'appelait, et beaucoup reviennent encore pour visiter, connus affectueusement sous le nom de Haddo Babies.
La maison a une petite chapelle attenante. Dans le parc se trouvent un théâtre, Haddo House Hall et des salles de répétition, connues sous le nom de Peatyards. Haddo House Choral & Operatic Society (HHCOS), une grande et dynamique société chorale formée en 1945, y a sa base opérationnelle. Depuis plus de soixante ans, il est réputé pour ses productions musicales et lyriques annuelles.
En 2021, environ 100 000 arbres sont détruits lors de la tempête Arwen. On estime qu'il faudra une génération pour que le domaine retrouve son état d'avant la tempête.